# Rachel Redleaf
Rachel Redleaf, auch Rachel Ashley Redleaf (* 1997), ist eine US-amerikanische Schauspielerin.

## Leben
Redleaf wuchs in Scottsdale auf, wo sie ab dem Alter von 4 Jahren an den Scottsdale Desert Stages Theatre’s und Greasepaint Theater Schauspiel und Gesang für sich entdeckte. Sie trat in mehreren Werbe- sowie mehr als 50 Theaterproduktionen auf. Bekannt wurde sie für ihre Rolle als Beth Chapin in Atypical.

## Filmografie
- 2015: Killer Party (Kurzfilm)
- 2017–2021: Atypical (Fernsehserie)
- 2019: Once Upon a Time in Hollywood

## Auszeichnungen
- University Arts: Outstanding Lead Actress in Sweeney Todd
- National Youth Arts[3]
  - Artist of the Year
  - Outstanding Supporting Actress für Little Mermaid, Wizard of Oz und Beauty and the Beast